# Mandschurosaurus
Mandschurosaurus là một chi khủng long, được Riabinin mô tả khoa học năm 1930.